# Neoplan
NEOPLAN Bus GmbH je nemški proizvajalec avtobusov. Neoplan je podružnica podjetja MAN SE. Podjetje je  ustanovil Gottlob Auwärter v Stuttgartu leta 1935.
- Dvonadstropni 1983 Neoplan Skyliner
- Neoplan Skyliner
- Letališki avtobus

### Modeli
| Model                              | Motor | Moč motorja                                                                           | Največji obrati                                                                               | Transmisija                                                      | Razdalja med kolesi]                 | Dolžina               | Širina             | Višina              |
| ---------------------------------- | --- | ------------------------------------------------------------------------------------- | --------------------------------------------------------------------------------------------- | ---------------------------------------------------------------- | ------------------------------------ | --------------------- | ------------------ | ------------------- |
| Tourliner                          | MAN D2066 LOH 03 or 04, 10.518 cc (641,8 cu in) R6 common rail turbodizel MAN D2676 LOH EEV, 12.419 cc (757,9 cu in) R6 common rail turbodizel | 294 ali 324 kW (400 ali 441 PS; 394 ali 434 hp) @ 1900 324 kW (441 PS; 434 hp) @ 1900 | 1.900 ali 2.100 N·m (1.401 ali 1.549 lbf·ft) @ 1000–1400 2.100 N·m (1.549 lbf·ft) @ 1100–1400 | 6-stopenjski ročni ali 12-stopenjski TipMatic (polavtomatski) ZF | 6.060 mm (238,6 in)                  | 12,00 m (39 ft 4 in)  | 2,55 m (8 ft 4 in) | 3,80 m (12 ft 6 in) |
| Tourliner C (večosni)              | MAN D2676 LOH EEV, 12.419 cc (757,9 cu in) R6 common rail turbodizel MAN D2066 LOH 04, 10.518 cc (641,8 cu in) R6 common rail turbodizel       | 324 ali 353 kW (441 ali 480 PS; 434 ali 473 hp) @ 1900 324 kW (441 PS; 434 hp) @ 1900 | 2.100 ali 2.300 N·m (1.549 ali 1.696 lbf·ft) @ 1100–1400 2.100 N·m (1.549 lbf·ft) @ 1000–1400 | 6-stopenjski ročni ali 12-stopenjski TipMatic (polavtomatski)    | 6.060 in 1.470 mm (238,6 in 57,9 in) | 13,26 m (43 ft 6 in)  | 2,55 m (8 ft 4 in) | 3,80 m (12 ft 6 in) |
| Tourliner L (večosni)              | MAN D2676 LOH EEV, 12.419 cc (757,9 cu in) R6 common rail turbodizel MAN D2066 LOH 04, 10.518 cc (641,8 cu in) R6 common rail turbodizel       | 324 ali 353 kW (441 ali 480 PS; 434 ali 473 hp) @ 1900 324 kW (441 PS; 434 hp) @ 1900 | 2.100 ali 2.300 N·m (1.549 ali 1.696 lbf·ft) @ 1100–1400 2.100 N·m (1.549 lbf·ft) @ 1000–1400 | 6-stopenjski ročni ali 12-stopenjski TipMatic (polavtomatski)    | 6.600 in 1.470 mm (259,8 in 57,9 in) | 13,80 m (45 ft 3 in)  | 2,55 m (8 ft 4 in) | 3,80 m (12 ft 6 in) |
| Cityliner                          | MAN D2066 LOH 03 or 04, 10.518 cc (641,8 cu in) R6 common rail turbodizel MAN D2676 LOH, 12.419 cc (757,9 cu in) R6 common rail turbodizel     | 294 ali 324 kW (400 ali 441 PS; 394 ali 434 hp) @ 1900 324 kW (441 PS; 434 hp) @ 1900 | 1.900 ali 2.100 N·m (1.401 ali 1.549 lbf·ft) @ 1000–1400 2.300 N·m (1.696 lbf·ft) @ 1100–1400 | 6-stopenjski ročni ali 12-stopenjski TipMatic (polavtomatski)    | 6.060 mm (238,6 in)                  | 12,24 m (40 ft 2 in)  | 2,55 m (8 ft 4 in) | 3,68 m (12 ft 1 in) |
| Cityliner C (večosni)              | MAN D2066 LOH 04, 10.518 cc (641,8 cu in) R6 common rail turbodiesel MAN D2676 LOH, 12.419 cc (757,9 cu in) R6 common rail turbodizel          | 324 kW (441 PS; 434 hp) @ 1900 324 ali 353 kW (441 ali 480 PS; 434 ali 473 hp) @ 1900 | 2.100 N·m (1.549 lbf·ft) @ 1000–1400 2.100 ali 2.300 N·m (1.549 ali 1.696 lbf·ft) @ 1100–1400 | 6-stopenjski ročni ali 12-stopenjski TipMatic (polavtomatski)    | 6.200 in 1.470 mm (244,1 in 57,9 in) | 12,99 m (42 ft 7 in)  | 2,55 m (8 ft 4 in) | 3,72 m (12 ft 2 in) |
| Cityliner L (večosni)              | MAN D2066 LOH 04, 10.518 cc (641,8 cu in) R6 common rail turbodizel MAN D2676 LOH, 12.419 cc (757,9 cu in) R6 common rail turbodizel           | 324 kW (441 PS; 434 hp) @ 1900 324 ali 353 kW (441 ali 480 PS; 434 ali 473 hp) @ 1900 | 2.100 N·m (1.549 lbf·ft) @ 1000–1400 2.100 ali 2.300 N·m (1.549 ali 1.696 lbf·ft) @ 1100–,400 | 6-stopenjski ročni ali 12-stopenjski TipMatic (polavtomatski)    | 6.550 in 1.470 mm (257,9 in 57,9 in) | 13,99 m (45 ft 11 in) | 2,55 m (8 ft 4 in) | 3,72 m (12 ft 2 in) |
| Skyliner C (dvonadstropni večosni) | MAN D2676 LOH 02, 12.412 cc (757,4 cu in) R6 common rail turbodizel                                                                            | 353 kW (480 PS; 473 hp) @ 1900                                                        | 2.300 N·m (1.696 lbf·ft) @ 1100–1400                                                          | 12-jitrostni TipMatic ZF AS Tronic                               | 5.550 in 1.300 mm (218,5 in 51,2 in) | 12,44 m (40 ft 10 in) | 2,55 m (8 ft 4 in) | 4,00 m (13 ft 1 in) |
| Skyliner L (dvonadstropni večosni) | MAN D2676 LOH 02, 12.412 cc (757,4 cu in) R6 common rail turbodizel                                                                            | 353 kW (480 PS; 473 hp) @ 1900                                                        | 2.300 N·m (1.696 lbf·ft) @ 1100–1400                                                          | 12-hitrostni ;TipMatic ZF AS Tronic                              | 6.900 in 1.300 mm (271,7 in 51,2 in) | 13,79 m (45 ft 3 in)  | 2,55 m (8 ft 4 in) | 4,00 m (13 ft 1 in) |
| Starliner C (večosni)              | MAN D2676 LOH, 12.419 cc (757,9 cu in) R6 common rail turbodizel                                                                               | 353 ali 371 kW (480 ali 504 PS; 473 ali 498 hp) @ 1900                                | 2.300 N·m (1.696 lbf·ft) @ 1100–1400                                                          | 12-hitrostni TipMatic ZF AS Tronic                               | 6.200 in 1.470 mm (244,1 in 57,9 in) | 12,99 m (42 ft 7 in)  | 2,55 m (8 ft 4 in) | 3,97 m (13 ft 0 in) |
| Starliner L (večosni)              | MAN D2676 LOH, 12.419 cc (757,9 cu in) R6 common rail turbodizel                                                                               | 353 ali 371 kW (480 ali 504 PS; 473 ali 498 hp) @ 1900                                | 2.300 N·m (1.696 lbf·ft) @ 1100–1400                                                          | 12-hitrostni TipMatic ZF AS Tronic                               | 6.550 in 1.470 mm (257,9 in 57,9 in) | 13,99 m (45 ft 11 in) | 2,55 m (8 ft 4 in) | 3,97 m (13 ft 0 in) |
| Model                              | Motor | Moč motorja                                                                           | Največji obrati                                                                               | Transmisija                                                      | Razdalja med kolesi                  | Dolžina               | Širina             | Višina              |

### Modeli v preteklosti
- Neoplan Hamburg
- Neoplan Megaliner
- Jumbocruiser
- Neoplan Jetliner
- Neoplan Spaceliner
- Neoplan Metroliner
- Transliner
- Neoplan Trendliner
- Neoplan Euroliner
- Neoplan Megashuttle